# Chilla's Art
Chilla's Art（日語：チラズアート）是一家日本的独立游戏制作团队，主要由两兄弟开发和销售恐怖遊戲。公司名称为Chilla's Art合同会社。

## 概述
Chilla's Art是由两兄弟组成的团队，其中哥哥负责建模等3D相关工作，而弟弟负责编程。虽然偶尔会被误认为外国人，但实际上他们是在美国长大，居住于日本的日本人。
Chilla's Art这个名字是来自于長尾毛絲鼠。
Chilla's Art在2021年秋季早稻田文学编辑室出版的《早稻田文學》杂志上以“Chilla's Art”的名义发表名为《Chilla's Art的关键游戏》的专栏文章。
他们表示在恐怖游戏制作中受到《返校》、《小镇惊魂》、《女巫狩猎》、《甜蜜之家生存》、《Granny》等独立恐怖游戏的影响。

## 作品
- Evie（2018年2月16日）
- 欢迎回来老爸（2018年5月10日）
- Sphaera（2018年6月27日）
- Blame Him（ 2019年6月3日）
- 犬鳴隧道（2019年11月19日）
- 夜勤事件（2020年2月18日）
- 怨靈 Onryo （2020年4月25日） [5][6]
- 行方不明（2020年6月13日）
- 幽霊列車（2020年7月24日）[7]
- 終焉介護（2021年4月3日）
- 例外配達（2021年6月5日）
- 深夜放送（2021年10月31日）
- 閉店事件（2022年3月19日）
- 地獄銭湯（2022年10月1日，已於2023年3月下架）
  - 地獄銭湯 Restored Edition（2024年8月10日）
- 恐懼卡拉 OK（2023年2月4日）[8]
- 夜間警備（2023年6月16日）
- 擬社會 Parasocial（2023年8月26日）[9]
- The Kidnap 誘拐事件（2023年11月1日）
- Jisatsu 自撮（2023年12月16日）
- 新幹線0号（2024年2月23日）
- Cursed Digicam（2025年1月10日）

## 脚注
1. 1 2  . ファミ通.com. 2020-02-20  [2020-06-16]. （原始内容存档于2020-08-14）.
2. ↑  .   [2023-09-01]. （原始内容存档于2023-06-16）.
3. ↑  . 電ファミニコゲーマー – ゲームの面白い記事読んでみない？. 2021-10-10  [2021-10-31]. （原始内容存档于2023-06-18） （日语）.
4. ↑  . ファミ通.com.   [2022-08-11]. （原始内容存档于2020-08-14） （日语）.
5. ↑  . 電ファミニコゲーマー – ゲームの面白い記事読んでみない？. 2020-04-21  [2021-10-31]. （原始内容存档于2023-06-16） （日语）.
6. ↑  RU. . 巴哈姆特電玩資訊站. 2020-04-20  [2023-09-01]. （原始内容存档于2023-09-01）.
7. ↑  RU. . 巴哈姆特電玩資訊站. 2020-07-25  [2023-09-01]. （原始内容存档于2023-09-01）.
8. ↑  紙箱. . 巴哈姆特電玩資訊站. 2022-10-31  [2023-09-01]. （原始内容存档于2023-09-01）.
9. ↑  紙箱. . 巴哈姆特電玩資訊站. 2023-02-20  [2023-09-01]. （原始内容存档于2023-09-01）.